# Rhinodia jucundaria
Rhinodia jucundaria är en fjärilsart som beskrevs av Walker 1866. Rhinodia jucundaria ingår i släktet Rhinodia och familjen mätare. Inga underarter finns listade.